# Trezze
Trezze (numită uneori Tresse sau Batteria Trezze) este o mică insulă (5.226 m² sau 5.257 m²) în Laguna Venețiană din nordul Italiei. Ea este situată pe canalul Vittorio Emanuele, imediat la vest de Tronchetto.
A fost una dintre cele opt insule fortificate care, încă din perioada Republicii Venețiene, iar apoi sub administrațiile franceză, austriacă și italiană, au avut sarcina de a apăra Veneția dinspre nord.

## Istoric
Trezze a fost una din insulele pe care s-a bazat sistemul de apărare al Veneției. Insula a fost extinsă împreună cu Fisolo, Campana și Ex Poveglia în partea de sud a lagunei, ca și Campalto, Tessera, Carbonera, Buel del Lovo (Batteria San Marco) în centrul lagunei. Acestea au fost, de obicei, construite în punctele de intersecție ale canalelor lagunare, acolo unde era cazul, pentru a bloca trecerea. În anul 1796 (penultimul an al Republicii Venețiene) este menționată existența unor fortificații de lemn.
În 1883 toate bastioanele au fost echipate cu depozite de muniții și cazemate, iar digurile au fost consolidate.

## Stare actuală
Este o insulă artificială situată între Porto Marghera și Veneția, în fosta mlaștină Bottenighi, de-a lungul malului de est al canalului San Leonardo-Marghera, obținut prin acoperirea unei zone în câteva decenii cu diverse materiale, cum ar fi moloz, deșeuri urbane și deșeuri industriale.
Abandonată după cel de-al Doilea Război Mondial, insula a fost dată în concesiune în anul 1975 societății VeneziaGas  (actualmente Italgas S.p.A.), care a instalat aici instalații pentru descompunerea metanului. Există și în prezent o clădire de beton care adăpostea sistemele de control, cazanul și un rezervor de apă.

## Recuperarea și luarea măsurilor de siguranță
Deoarece insula nu a mai fost folosită începând din 1990, malurile sale au început să se erodeze rapid deoarece materialele poluante îngropate au început să se scurgă în apele lagunei. Intervenția autorității acvatice a început în 1993 și s-a încheiat în 1996, consolidând digurile (ridicate astfel încât să nu fie depășite de mareea înaltă) și salvând insula.

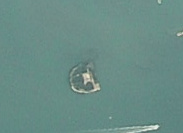
Imagine aeriană a insulei